# Aiken Veronika Prosenc
Aiken Veronika Prosenc, slovenska filmska producentka in režiserka, * 12. februar 1970, Jesenice, Slovenija.
Bila je producentka celovečernega prvenca Janeza Lapajneta Šelestenje, velikega zmagovalca 5. festivala slovenskega filma v Portorožu (film je prejel vse tri nagrade za najboljši film: vesno strokovne žirije, nagrado kritikov in nagrado občinstva). Na istem festivalu je skupaj z Lapajnetom prejela tudi nagrado Synchro Filma, Dunaj za najboljšega producenta. Šelestenje, ki je nastalo v pogojih gverilske produkcije, je bilo prikazano na številnih pomembnih mednarodnih festivalih in retrospektivah, v Veroni pa je leta 2003 prejelo srebrno vrtnico za najboljši film po izboru 30-članske žirije mladih. Pri omenjenem filmu je Aiken Veronika Prosenc sodelovala tudi pri scenariju.
Aiken Veronika Prosenc, ki je v letih od 1994 do 2001 na Televiziji Slovenija vodila in urejala oddaji o filmu V vrtincu in Metropolis, je diplomirala iz filmske in televizijske režije na Akademiji za gledališče, radio, film in televizijo Univerze v Ljubljani. Za diplomski film Solzice, sodobno filmsko različico istoimenske črtice Prežihovega Voranca, je prejela nagrado za najboljši študentski film na 8. festivalu slovenskega filma v Portorožu 2005. 
Aiken Veronika Prosenc, direktorica produkcijske hiše Triglav film, je bila producentka tudi pri drugih dveh Lapajnetovih celovečercih Kratki stiki in Osebna prtljaga ter pri njegovem kratkem filmu Kdo se boji črnega moža?. Prav tako je bila producentka celovečernega prvenca Roka Bička Razredni sovražnik. V vlogi producentke je bila na dosedanjih Festivalih slovenskega filma nagrajena že s tremi vesnami za najboljši film in z dvema nagradama občinstva za najboljši film. Filmi, ki jih je podpisala kot producentka, so prejeli tudi številne druge festivalske nagrade, tako doma kot širom po svetu.
Aiken Veronika Prosenc je članica Evropske filmske akademije (EFA).
Je vnukinja slikarke in ilustratorke Lidije Osterc ter pravnukinja skladatelja Slavka Osterca.

## Filmografija

### producentka
- 2013 - Razredni sovražnik (Triglav film), celovečerni igrani,
- 2012 - Kdo se boji črnega moža? (Triglav film), kratki igrani,
- 2009 - Osebna prtljaga (Triglav film), celovečerni igrani,
- 2009 - N'č tazga (PoEtika, Triglav film, FFNM), kratki igrani,
- 2009 - Štruklji (PoEtika, Triglav film, FFNM), kratki igrani,
- 2006 - Kratki stiki (Triglav film), celovečerni igrani,
- 2004 - Smrt (PoEtika, Triglav film, Cankarjev dom), kratki igrani,
- 2004 - Življenje (PoEtika, Triglav film, Cankarjev dom), kratki igrani,
- 2004 - Rojstvo (PoEtika, Triglav film, Cankarjev dom), kratki igrani,
- 2002 - Šelestenje (Triglav film, VPK), celovečerni igrani prvenec.

### režiserka
- 2004 - Solzice (Univerza v Ljubljani in Radiotelevizija Slovenija), diplomski kratki igrani,
- 1991 - Fotograf (Univerza v Ljubljani), kratki igrani,
- 1990 - Preživeli Sv. Jurij v Podkumu (Univerza v Ljubljani in Radiotelevizija Slovenija), kratki dokumentarni,
- 1989 - Noč meduz (Univerza v Ljubljani), kratki dokumentarni.

### scenaristka
- 2004 - Solzice (Univerza v Ljubljani in Radiotelevizija Slovenija), diplomski kratki igrani,
- 1991 - Fotograf (Univerza v Ljubljani), kratki igrani,
- 1990 - Preživeli Sv. Jurij v Podkumu (Univerza v Ljubljani in Radiotelevizija Slovenija), kratki dokumentarni,
- 1989 - Noč meduz (Univerza v Ljubljani in Radiotelevizija Slovenija), kratki dokumentarni.